# Andrij Balabanov
Andrej Balabanov, född 17 augusti 1966, är en sovjetisk och därefter ukrainsk kanotist.
Han tog bland annat VM-brons i C-2 10000 meter i samband med sprintvärldsmästerskapen i kanotsport 1993 i Köpenhamn.